# Aletretiopsis estoloides
Aletretiopsis estoloides là một loài bọ cánh cứng trong họ Cerambycidae.